# Hilda Bynoe
Bà Hilda Louisa Bynoe, DBE (nhũ danh Gibbs; 18 tháng 11 năm 1921 – 6 tháng 4 năm 2013) là thống đốc Grenada (Phụ thuộc Anh) trong khoảng thời gian từ 1967 đến 1972.
Bà là một bác sĩ và Quản trị viên Bệnh viện, Bynoe, cho đến nay, là người phụ nữ duy nhất là thống đốc của một trong những lãnh thổ phụ thuộc Anh, Hilda Bynoe là nữ thống đốc đầu tiên của một quốc gia Khối thịnh vượng chung, trở thành Thống đốc Grenada, Cariacou và Petit Martinique. Bà dành phần lớn cuộc đời trưởng thành của mình là một giáo viên và bác sĩ y khoa ở Trinidad và Tobago.
Sinh ra ở Crochu, Grenada, West Indies, Bynoe được giáo dục tại trường làng, nơi cha bà, Thomas Joseph Gibbs, là hiệu trưởng và tại đó mẹ bà, chị gái và dì của bà đã từng là giáo viên và tại St. Joseph Convent, trường trung học Công giáo La Mã duy nhất trên đảo dành cho nữ. Vài năm đầu tiên của tuổi trưởng thành, bà dành thời gian giáo viên tại Tu viện Thánh Joseph ở San Fernando, Trinidad, và sau đó tại trường trung học Bishop Anstey ở Port of Spain, Trinidad, với tư cách là một sinh viên khoa học. Năm 1944, bà rời châu Âu để học Y khoa và tốt nghiệp Bệnh viện Hoàng gia miễn phí của Đại học London, sau đó là Trường Y khoa Phụ nữ Luân Đôn, năm 1951.

## Cuộc sống cá nhân
Khi còn là một sinh viên, bà đã gặp và kết hôn với Peter Cecil Alexander Bynoe, một sĩ quan RAF người Trinidad; họ có hai con trai, Roland và Michael. Gia đình Bynoe trở lại West Indies vào năm 1953 và Hilda Bynoe phục vụ ở Guyana và Trinidad trong mười lăm năm tiếp theo.
Vào tháng 6 năm 1968, bà được bổ nhiệm làm Thống đốc phụ nữ đầu tiên tại Cộng đồng Liên bang Anh và Thống đốc bản địa đầu tiên của đảo quốc. Bà được Nữ hoàng Elizabeth II phong làm Tư lệnh của Đế chế Anh vào năm 1969. Năm 1990, bà nghỉ hưu để tiếp tục viết lách và hỗ trợ chăm sóc hai cô cháu gái Olukemi và Nandi. Bà tiếp tục là Người bảo trợ của một số tổ chức, bao gồm Đại học Bác sĩ Gia đình Caribbean, Quỹ Thận tưởng John Hayes và Hiệp hội Phụ nữ Caribbean. Bà qua đời, ở tuổi 91, ở Trinidad.

## đọc thêm
- "Caribbean Icons: Hilda Bynoe". Caribbean Icons in Science, Technology, Innovation. National Institute of Higher Ed, Research, Science and Technology (NIHERST). Bản gốc lưu trữ ngày 18 tháng 6 năm 2019. Truy cập ngày 22 tháng 3 năm 2019.
- Merle Collins]], Câu chuyện của Thống đốc: Tiểu sử được ủy quyền của Bà Hilda Bynoe , Báo chí cây Peepal, 2013. ISBN 9781845232245 Mã số   Muff845232245

## liên kết ngoài
- Phụ nữ quyền lực
- Sinh học.

| Cơ quan chính phủ      | Cơ quan chính phủ             | Cơ quan chính phủ    |
| ---------------------- | ----------------------------- | -------------------- |
| Tiền nhiệm Ian Turbott | Thống đốc Grenada 1968 – 1974 | Kế nhiệm Leo de Gale |